# The Purity of Perversion
The Purity of Perversion – debiutancki album belgijskiej grupy deathmetalowej Aborted.

## Lista utworów
1. "Intro"  – 0:57
2. "Act Of Supremacy"  – 2:43
3. "The Lament Configuration"  – 4:48
4. "The Sanctification Of Fornication"  – 3:21
5. "Organic Puzzle"  – 3:19
6. "Necro-Eroticism"  – 3:57
7. "Highway 1-35"  – 3:53
8. "Gurgling Rotten Feces"  – 3:43
9. "Wrenched Carnal Ornaments"  – 4:41

## Twórcy
- Sven de Caluwé – śpiew
- Christophe Herreman – gitara elektryczna
- Niek Verstraete – gitara elektryczna
- Koen Verstraete – gitara basowa
- Frank Rousseau – perkusja